# Фурмановка (Крым)
Фу́рмановка (до 1945 года Актачи́; укр. Фурмановка, крымскотат. Aqtaçı, Акътачы) — село в Бахчисарайском районе Республики Крым, входит в состав Долинненского сельского поселения (согласно административно-территориальному делению Украины — Долинненского сельского совета Бахчисарайского района Автономной Республики Крым).

## Население
| 2001 | 2014 |
| ---- | ---- |
| 811  | ↗958 |

### Динамика численности
| - 1805 год — 193 чел. - 1864 год — 72 чел. - 1887 год — 118 чел. - 1892 год — 228 чел. - 1915 год — 50/45 чел. - 1926 год — 318 чел. | - 1939 год — 396 чел. - 1989 год — 840 чел. - 2001 год — 811 чел. - 2009 год — 779 чел. - 2014 год — 958 чел. |

## Название
Историческое название села — Актачи — (крымскотат. aqtaçı) — звание, в придворной иерархии ханского двора присваивавшееся ханским конюхам. Наличие в окрестностях села топонимов со схожей «профессиональной» этимологией (например, Топчикой— «село пушечника», Эфендикой — «село клирика»), а также сведения о существовании ниже по долине везирского дворца позволяют предполагать, что западная часть Качинской долины была местом, где получали земельные наделы высокопоставленные служители ханского придворного штата.

## Современное состояние
В Фурмановке 9 улиц, площадь села 107,8 гектара; в 480 дворах, по данным сельсовета на 2009 год, проживало 779 человек, ранее было частью богатейшего когда-то колхоза Победа, сейчас — Агрофирма «Победа», ООО «Сады Бахчисарая» и ООО «Бахчисарайская долина». В селе действует Дом культуры. Фурмановка связана автобусным сообщением с Бахчисараем, Севастополем и Симферополем.

## География
Фурмановка расположена на юго-западе района, в пределах Внешней гряды Крымских гор в среднем течении реки Кача, высота центра села над уровнем моря — 115 м. Село лежит в 14 километрах от Бахчисарая. Транспортное сообщение осуществляется по региональной автодороге 35К-021 Бахчисарай — Орловка (Орловка в 15 километрах) (по украинской классификации — Т-2701). На западной окраине села — развилка, от которой отходит шоссе 35Н-072)С-0-10234) по долине Улу-Кол через плато в село Угловое (около 15 км), популярный местный курорт. Ближайшая железнодорожная станция Бахчисарай в 10 километрах.
Соседние сёла: Долинное, в 1 километре вверх по долине Качи, и Красная Заря в 2 километрах ниже.

## История
Время основания деревни не установлено, в документах Крымского ханства датированное упоминание относится к кадиаскерскому дефтери (делу) относительно урочища «Карадаг» (по контексту это Каратау) 1679 года, где джамаат деревни Актачи выступал в качестве самостоятельного юридического лица. По административно-территориальному делению ханства Актатжи относилась к Качи Беш Паресы кадылыку Бахчисарайского каймаканства, что зафиксировано в Камеральном Описании Крыма 1784 года. После присоединения Крыма к России (8) 19 апреля 1783 года, (8) 19 февраля 1784 года, именным указом Екатерины II сенату, на территории бывшего Крымского Ханства была образована Таврическая область и деревня была приписана к Симферопольскому уезду. После Павловских реформ, с 1796 по 1802 год, входила в Акмечетский уезд Новороссийской губернии. По новому административному делению, после создания 8 (20) октября 1802 года Таврической губернии, Актачи был определён центром Актачиской волости Симферопольского уезда.
По Ведомости о всех селениях в Симферопольском уезде состоящих с показанием в которой волости сколько числом дворов и душ… от 9 октября 1805 года, в деревне в 36 дворах проживало 193 крымских татарина, а на военно-топографической карте генерал-майора Мухина 1817 года в Актачи записано 25 дворов. После реформы волостного деления 1829 года Актачи, согласно «Ведомости о казённых волостях Таврической губернии 1829 года», были лишены «столичного» статуса и включены в состав Дуванкойской волости (преобразованной из Чоргунской). На карте 1836 года в деревне 37 дворов, как и на карте 1842 года.
В 1860-х годах, после земской реформы Александра II, деревня осталась в составе преобразованной Дуванкойской волости. В «Списке населённых мест Таврической губернии по сведениям 1864 года» по результатам VIII ревизии 1864 года, во владельческой татарской деревне при реке Каче, было 15 дворов, 72 жителя, мечеть и водяная мельница. По обследованиям профессора А. Н. Козловского начала 1860-х годов, в селении имелись колодцы с пресной водой глубиной 2—4 сажени, а также жители пользовались водой из Качи. На трёхверстовой карте Шуберта 1865—1876 года — 20 дворов).
Существует версия, что в конце сентября — начале октября 1879 года у владельца имения Актачи, своего полкового сослуживца, Ксенофонта Феодосиевича Ревелиоти (сына Феодосия Ревелиоти), гостил Афанасий Фет.
В «Памятной книге Таврической губернии 1889 года» по результатам Х ревизии 1887 года в Ак-Тачи — 24 двора и 118 жителей, а на карте 1890 года — 23 двора с крымскотатарским населением.
После земской реформы 1890-х годов деревня осталась в составе преобразованной Дуванкойской волости. Согласно «…Памятной книжке Таврической губернии на 1892 год», в деревне Актачи, входившей в Калымтайское сельское общество, было 228 жителей в 30 домохозяйствах, все безземельные. По «…Памятной книжке Таврической губернии на 1902 год» деревня Актачи, как населённая безземельными и не входившая в сельское общество, приписана к волости (с 1892 года) для счёта, без указания числа жителей и домохозяйств. На 1914 год в селении действовала земская школа. По Статистическому справочнику Таврической губернии. Ч.II-я. Статистический очерк, выпуск шестой Симферопольский уезд, 1915 год, в деревне Актачи (на земле наследников Ревелиоти) Дуванкойской волости Симферопольского уезда числилось 20 дворов с татарским населением в количестве 50 человек приписных жителей и 45 — «посторонних», из которых 40 мужчин и 55 женщин. Жители владели 520 десятинами удобной земли. В хозяйствах имелось 184 лошади, 10 волов, 42 коровы и 240 голов мелкого скота.

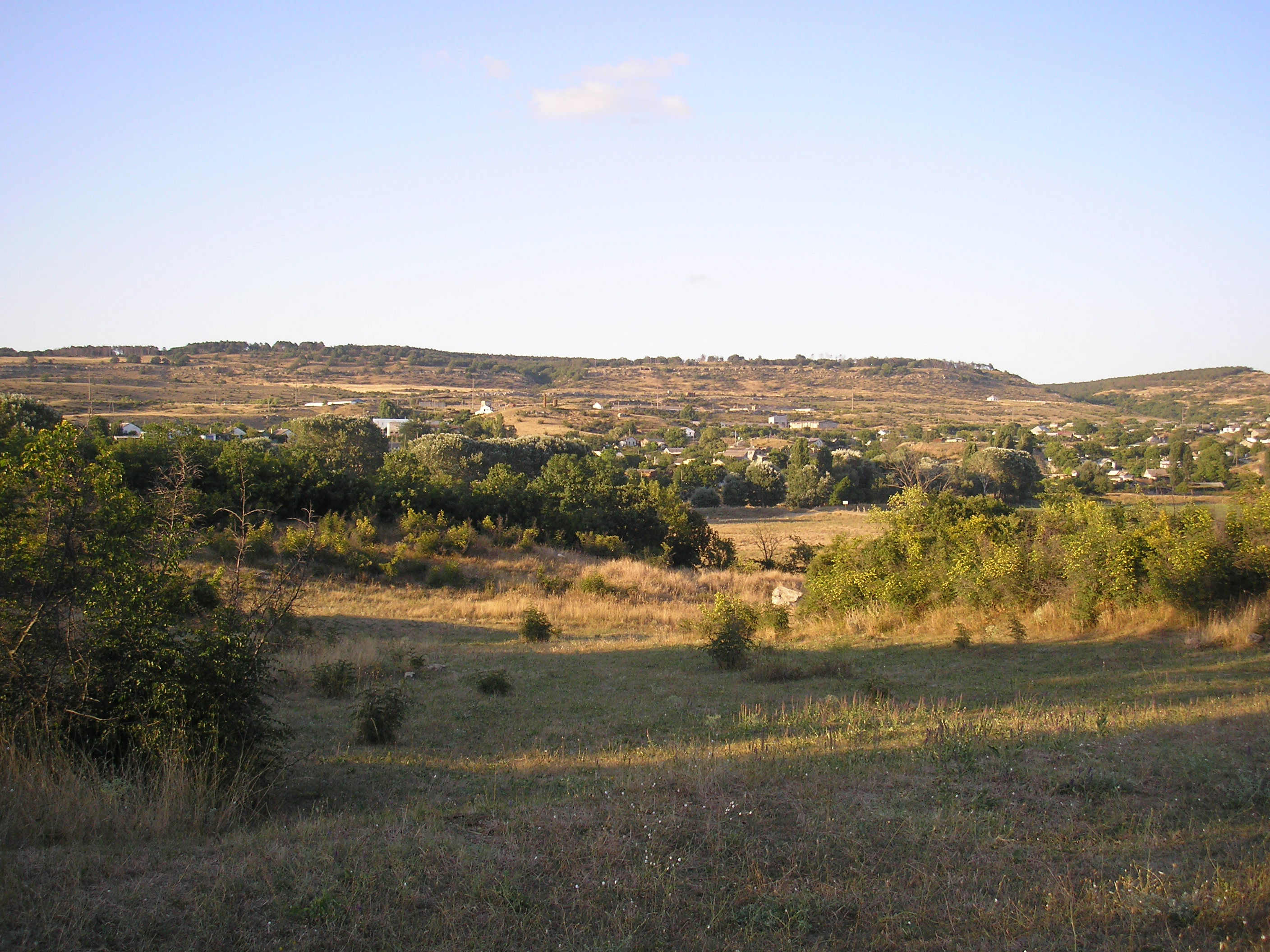

После установления в Крыму Советской власти, по постановлению Крымревкома от 8 января 1921 года была упразднена волостная система и село вошло в состав Бахчисарайского района Симферопольского уезда (округа), а в 1922 году уезды получили название округов. 11 октября 1923 года, согласно постановлению ВЦИК, в административное деление Крымской АССР были внесены изменения, в результате которых был создан Бахчисарайский район и село включили в его состав. Согласно Списку населённых пунктов Крымской АССР по Всесоюзной переписи 17 декабря 1926 года, в селе Актачи, центре Актачинского сельсовета Бахчисарайского района, имелось 77 дворов, из них 76 крестьянских, население составляло 318 человек (164 мужчины и 154 женщины). В национальном отношении учтено: 214 татар, 2 русских, 10 украинцев и 10 греков, 2 записаны в графе «прочие», действовала татарская школа; в 1929 году в селе организован колхоз им. Будённого. По данным всесоюзной переписи населения 1939 года в селе проживало 396 человек.
В 1944 году, после освобождения Крыма от фашистов, согласно Постановлению ГКО № 5859 от 11 мая 1944 года, 18 мая крымские татары были депортированы в Среднюю Азию, а 12 августа 1944 года было принято постановление № ГОКО-6372с «О переселении колхозников в районы Крыма», по которому в район из Орловской и Брянской областей РСФСР переселялись 6000 колхозников, а в начале 1950-х годов последовала вторая волна переселенцев из различных областей Украины. 21 августа 1945 года, указом Президиума Верховного Совета РСФСР, Актачи переименовано в Фурмановку, а Актачинский сельсовет соответственно в Фурмановский. В 1950 году колхоз им. Будённого объединили с колхозом «12 лет Октября» села Долинное, с 1953 года хозяйство носит название колхоз Победа. С 25 июня 1946 года Фурмановка в составе Крымской области РСФСР, а 26 апреля 1954 года Крымская область была передана из состава РСФСР в состав УССР. Время упразднения сельсовета пока не установлено: на 15 июня 1960 года село уже в его составе Подгородненского, как и на 1968 год, на 1977 год — в составе Долинненского сельсовета. С 12 февраля 1991 года село в восстановленной Крымской АССР, 26 февраля 1992 года переименованной в Автономную Республику Крым. С 21 марта 2014 года в составе Крыма аннексирована Россией.
12 мая 2016 года парламент Украины, не признающий российскую аннексию, принял постановление о переименовании села в Актачи (укр. Актачи), в соответствии с законами о декоммунизации, однако данное решение не вступает в силу до «возвращения Крыма под общую юрисдикцию Украины».